# International Vocabulary of Metrology
International Vocabulary of Metrology ist ein Wörterbuch, welches Definitionen der Metrologie bereithält und die zugehörigen grundlegenden und allgemeinen Begriffe erklärt.
Der Titel des Werkes in Deutsch/Französisch/Englisch lautet:
- de: „Internationales Wörterbuch der Metrologie“
- fr: Vocabulaire international de métrologie – Concepts fondamentaux et généraux et termes associés (VIM)
- en: International vocabulary of metrology – Basic and general concepts and associated terms

Das Werk ist zweisprachig Englisch/Französisch. Es wird international mit der Abkürzung 'VIM' (aus dem französischen Titel abgeleitet) bezeichnet. Das VIM sei in der Hoffnung entwickelt worden, den Dialog zwischen Experten verschiedener spezialisierter Disziplinen anzuregen, so wird im Vorwort des VIM2 betont. Es sollten keine neuen (stipulativen) Begriffsdefinitionen eingeführt werden, sondern lediglich beschreibende (deskriptive) Definitionen, die verdeutlichen, wie die Begriffe bereits üblicherweise in verschiedenen Fachgebieten verwendet werden.
Die ersten beiden Ausgaben hatten den englischen Titel „International vocabulary of basic and general terms in metrology“.
Nach der Vorgängerversion von 1993 (als ISO Guide 99:1993) erschien Ende 2007 die Ausgabe ISO/IEC Guide 99:2007 unter Mitwirkung des BIPM (Bureau International de Poids et Mesures) bzw. der verantwortlichen Arbeitsgruppe JCGM. Das VIM kann von der ISO als ISO/IEC Guide 99 kostenpflichtig erworben werden oder als Publikation JCGM 200:2012 beim BIPM kostenlos heruntergeladen werden. Die JCGM habe 2008 bewusst die Entscheidung getroffen, die dritte Ausgabe kostenlos als PDF-Datei zur Verfügung zu stellen, um den Zugang zu Informationen über Metrologie zu erleichtern.
Eine deutsch-englische Ausgabe des Wörterbuchs ist kostenpflichtig erhältlich.

## Auflagen des VIM
Es gab 3 Ausgaben (engl. editions) des VIM, wobei das VIM in folgenden Erscheinungsjahren aufgelegt wurde:
| Abkürzung | Erscheinungsjahr | Überarbeitungen                               | Beteiligte Organisationen                      |
| --------- | ---------------- | --------------------------------------------- | ---------------------------------------------- |
| VIM1      | 1984             | 1. Ausgabe                                    | BIPM, IEC, ISO, OIML                           |
| VIM2      | 1993             | 2. Ausgabe                                    | BIPM, IEC, ISO, OIML, IUPAP, IUPAC, IFCC       |
| VIM3      | 2007             | 3. Ausgabe                                    | BIPM, IEC, ISO, OIML, IUPAP, IUPAC, IFCC, ILAC |
| VIM3      | 2008             |                                               |                                                |
| VIM3      | 2010             | Korrigendum zur Auflage von 2008              |                                                |
| VIM3      | 2012             | Version von 2008 mit „kleineren Korrekturen“. |                                                |

## Deutschsprachige Ausgaben des VIM
- 1984 – Internationales Wörterbuch der Metrologie. Beuth, Köln, 1. Auflage 1984 [Deutsch/Englisch]. Umfang 94 Seiten. ISBN 3-410-11735-0
- 1994 – Internationales Wörterbuch der Metrologie. Beuth, Berlin, Wien, Zürich, 2. Auflage 1994 [Deutsch/Englisch]. Umfang 106 Seiten. ISBN 3-410-13086-1
- 2010 – Internationales Wörterbuch der Metrologie. Grundlegende und allgemeine Begriffe und zugeordnete Benennungen (VIM). Deutsch-Englische [sic!] Fassung. ISO/IEC-Leitfaden 99:2007. Beuth Verlag, Berlin, Wien, Zürich, 3. Auflage 2010. Umfang 74 Seiten. ISBN 978-3-410-20070-3
- 2012 – Burghart Brinkmann: Internationales Wörterbuch der Metrologie. Grundlegende und allgemeine Begriffe und zugeordnete Benennungen (VIM). Deutsch-englische [sic!] Fassung. ISO/IEC-Leitfaden 99:2007. Korrigierte Fassung 2012. Beuth Verlag, Berlin, Wien, Zürich, 4. Auflage 2012. Umfang 76 Seiten. ISBN 978-3-410-22472-3.[12][13]